# یواس‌اس ایس‌فیش (اس‌اس-۳۶۷)
یواس‌اس ایس‌فیش (اس‌اس-۳۶۷) (به انگلیسی: USS Icefish (SS-367)) یک زیردریایی بود که طول آن ۳۱۱ فوت ۹ اینچ (۹۵٫۰۲ متر) بود. این زیردریایی در سال ۱۹۴۴ ساخته شد.